# Motosu
Motosu (本巣市, Motosu-shi) est une municipalité ayant le statut de ville dans la préfecture de Gifu, au Japon.

## Géographie

### Localisation
Motosu est située dans le sud-ouest de la préfecture de Gifu, au sud des monts Ryōhaku.

### Démographie
En septembre 2020, la population de la ville de Motosu était de 33 805 habitants répartis sur une superficie de 374,65 km2.

### Hydrographie
Motosu est traversée par les rivières Neo et Sai.

## Histoire
La ville a été établie le 1er février 2004, par la fusion des anciens bourgs de Motosu, Itonuki et Shinsei et de l'ancien village de Neo.

## Transports
Motosu est desservie par la ligne Tarumi de la Tarumi Railway.